# Balthazar Vinatier
Balthazar Vinatier, né le 23 janvier 1832 à Lurcy-Lévis (Allier) et mort le 7 juin 1882 dans la même commune, est un homme politique français.

## Biographie
Médecin à Lurcy-Lévis, Balthazar Alexandre Vinatier est député de l'Allier de 1881 à 1882, inscrit au groupe de l'Union républicaine.

## Sources
- « Balthazar Vinatier », dans Adolphe Robert et Gaston Cougny, Dictionnaire des parlementaires français, Edgar Bourloton, 1889-1891 [détail de l’édition]